# Origens do beisebol
A questão sobre as origens do beisebol tem sido objeto de debate e controvérsia por mais de um século. O beisebol e outros esportes modernos com bastão, bola e corridas, como o críquete e rounders, foram desenvolvidos a partir de jogos populares no início da Grã-Bretanha e da Europa continental (tais como França e Alemanha). As primeiras formas do beisebol tiveram diversos nomes, incluindo  "base ball", "goal ball", "round ball", "fetch-catch", "stool ball" e simplesmente "base". Em uma última versão do jogo, equipes arremessavam entre elas, corredores corriam entre as bases na direção oposta do jogo atual e os jogadores poderiam ser eliminados sendo atingidos pela bola. Assim como agora, em algumas versões, um rebatedor era eliminado após três strikes.

## Jogos populares no início da Grã-Bretanha e Europa Continental
Um grande número de jogos populares do início da Grã-Bretanha e Europa continental tinham características que poderm ser vistas no beisebol moderno, bem como no críquete e no rounders). Muitos destes primeiros esportes envolviam uma bola que era arremessada em um alvo enquanto um jogador oponente defendia o alvo tentando rebater a bola para longe. Se o rebatedor rebatesse a bola com sucesso, ele tentaria anotar pontos correndo entre as bases enquanto os jogadores de campo tentavam apanhar ou recuperar a bola e eliminar o corredor de alguma maneira.
Os jogos folclóricos diferiram ao longo do tempo, do lugar e da cultura, resultando em formas semelhantes ainda que variadas. Estes jogos não tinham regras definidas documentadas e ao contrário, eram jogados de acordo com costumes históricos. Tendiam a ser praticados pela classe trabalhadora, camponeses e crianças. Os primeiros jogos populares era sempre associados com as mais antigas cerimônias religiosas e rituais de adoração. Estes jogos foram desencorajados e até mesmo proibidos pelos governos e autoridades religiosas.
Além das óbvias diferenças na terminologia, os jogos se diferenciavam pelos equipamentos usados (bola, bastão, alvo, etc., que normalmente era aquilo que estava disponível), o modo como a bola era lançada, os métodos de pontuação e eliminação, o layout do campo e o número de jogadores envolvidos.

### Stoolball
Em um livro de 1801 com o título de The Sports and Pastimes of the People of England (Os esportes e passatempos do povo da Inglaterra), Joseph Strutt afirmava ter mostrado que os jogos de beisebol podiam ser rastreados até o século XIV, em particular um jogo Inglês chamado stoolball. As mais antigas referências conhecidas do stoolball está em um poema de 1330 de William Pagula, que recomendava aos sacerdotes que o jogo fosse proibido dentro dos cemitérios das igrejas.
No stoolball, um jogador arremessa a bola em um alvo enquanto outro defende o alvo. Originalmente, o alvo era defendido com a própria mão. Posteriormente, um bastão de algum tipo era usado (no stoolball moderno, um bastão parecido com uma raquete de tênis de mesa mais pesada é usada). O  "Stob-ball" e o "stow-ball" eram jogos regionais similares ao stoolball. Qual era o alvo originalmente no stoolball é incerto; é possível que fosse
um toco de árvore, uma vez que "stob" e "stow" significam toco em alguns dialetos locais. ("Stow" pode também se referir a algum tipo de estrutura na mineração). É notável que no críquete até hoje, as 3 estacas de madeira wicket são chamados de "stumps" (tocos). Claro, o alvo poderia ser qualquer coisa que fosse conveniente, talvez mesmo uma lápide (daí a objeção de Pagula ao jogo do cemitério). Um livro do século XVII sobre jogos especifica um suporte.
De acordo com uma lenda, as senhoras encarregadas de tirar o leite jogavam stoolball enquanto esperavam que seus maridos retornassem do campo. Outra teoria é que o stoolball tenha sido desenvolvido como um esporte jogado após comparecer à igreja, neste caso o alvo seria um banquinho de igreja. Um poema do século XVIII retrata homens e mulheres jogando juntos (as mulheres usam seus aventais para pegar bolas rebatidas), e essa e outras referências associam o jogo especialmente com a época da Páscoa.
Existiam diversas versões do stoolball. Nas versões iniciais, o objetivo era principalmente defender o stool. Defender o stool com sucesso contava como um ponto, e o rebatedor estava eliminado se a bola atingisse o stool. Não havia corrida envolvida. Outra versão do stoolball envolvia correr entre dois stools, e a anotação de pontos era similar à pontuação no críquete. Em ainda outra versão havia diversos stools e os pontos eram anotados correndo entre eles assim como no beisebol.
Quando ingleses chagaram a América, eles trouxeram o stoolball. William Bradford em seu diário do Dia de Natal de 1621, anotou (com desaprovação) como os homens de Plymouth ficavam "brincando na rua, abertamente; alguns arremessam um tipo de bola, em algo parecido com um esporte". Devido às diferentes versões do stoolball e porque era jogador não apenas na Inglaterra, mas também na América colonial, o stoolball é considerado por muito como sendo a base não apenas do críquete, mas também do beisebol e do rounders.

### Dog and cat
Outro jogo popular antigo era o chamado "dog and cat" (ou "cat and dog"), que provavelmente se originou na Escócia. No "cat and dog" um pedaço de madeira chamado cat é arremessado em um buraco no chão enquanto outro jogador defende o buraco com um bastão (dog). Em alguns casos havia dois buracos e, depois de rebater o cat, o rebatedor deveria correr entre eles enquanto os jogadores de campo tentavam eliminar o corredor colocando o cat no buraco antes do corredor chegar. Dog and cat também lembra um tipo de críquete.

### Horne-billets
Este jogo foi descrito em monograma não publicado do século XVII sobre jogos de autoria de Francis Willoughby, que incluía regras para mais de 130 passatempos incluindo stool-ball e stow-ball. É significativo que neste jogo se usava um bastão e havia corridas entre bases, embora fosse jogado com um pedaço de madeira (o cat) ao invés de uma bola e as múltiplas  "bases" eram buracos no chão: o rebatedor chegava a salvo se colocasse o fim de seu bastão dentro do buraco antes que os jogadores de campo colocassem o cat dentro deste. Isto ecoa na maneira como os jogadores de críquete anotam corridas tocando o bastão no chão antes que os jogadores de campo possam atingir o wicket mais próximo com a bola.

### Trap ball
No trap ball, jogado na Inglaterra desde o século XIV, uma bola era arremessada ao ar para ser rebatida por um jogador enquanto outros tentavam recuperar a bola. Em algumas variantes um membro do time de campo arremessava a bola no ar; em alguns, o próprio rebatedor a rebatia; em outros, o homem do bastão lançava a bola no ar com algum tipo de alavanca: versões deste jogo, chamados Bat and trap e Knurr and spell, ainda são jogados em alguns pubs ingleses. No trap-ball não havia corrida, ao contrário, os jogadores de campo tentavam lançar a bola de volta a uma certa distância da estação do rebatedor. O trap-ball pode ter sido originado do conceito de linhas de falta (foul lines); na maioria das variações a bola tinha que ser rebatida entre dois postes para valer um ponto. Um jogo relacionado foi o "Tip-cat"; neste, o "cat" era um pedaço alongado de madeira (como no dog-and-cat).

### Base
Um antigo jogo Inglês chamado "base" ou "prisoners' base", descrito por George Ewing no Vale Forge, aparentemente não era muito parecido com o beisebol. Não havia bastão ou bola envolvida. O jogo era uma versão mais elegante onde as equipes tinha fazer o "tag" no adversário,  embora compartilhe do conceito de lugares seguros e bases, como o beisebol.

### Críquete
A história do críquete antes de 1650 é um mistério. Jogos que se acreditam ter similaridades com o críquete foram desenvolvidos por volta do século XIII. Havia um jogo chamado "creag" e outro jogo chamado "Handyn and Handoute" (Hands In and Hands Out), que foi considerado ilegal em 1477 pelo  Rei Eduardo IV de Inglaterra, que considerou o jogo infantil e uma distração da prática obrigatória do tiro com arco.
Referências ao jogo chamado "cricket" aparecem por volta de 1550. Se acredita que a palavra cricket é baseada ou na palavra cric,  o que significa um bastão torto, possivelmente um cajado de pastor (as primeiras formas de cricket usavam um bastão curvo como um taco de hóquei), ou a frase em holandês: met de (krik ket)sen ("with the stick chase").
, ou em uma palavra flamenga "krickstoel", que se refere a um banquinho sobre o qual se ajoelha na igreja e que parecia com os  primeiros wickets. Enquanto o críquete obviamente se relaciona com o beisebol por envolver arremesso, rebatida e correr entre bases, se desenvolveu com sua própria identidade bem antes que o beisebol e seus parentes tenham aparecido e não foi um antepassado direto. As primeiras menções conhecidas do beisebol, como um jogo de crianças, data do mesmo ano (1744) em que as leis do críquete formalizaram as regras do que já era um esporte de primeira classe e profissional, patrocinado pela nobreza e sobre o qual foram colocadas grandes apostas.
Colonos ingleses jogavam críquete assim como outros jogos em casa, e isto é mencionado várias vezes por fontes americanas do século XVIII. Como esporte organizado, o Toronto Cricket Club foi estabelecido naquela cidade em 1827 e o St George's Cricket Club foi formado em 1838 na cidade de  Nova Iorque. Equipes destes dois clubes se enfrentaram no primeiro jogo internacional deste esporte em 1844 em que o Toronto venceu por 23 corridas. Muitos dos primeiros jogadores de beisebol de Nova Iorque foram também jogadores de críquete, e a primeira partida de beisebol entre clubes registrada foi jogada   no  Union Star Cricket Grounds no Brooklyn.

### Rounders
O jogo britânico mais sinmilar ao beisebol e mais mencionado como seu ancestral ou de relação mais próxima é o rounders. Como no beisebol, o objetivo do jogo é rebater uma bola arremessada com um bastão ou raquete e correr um circuito de quatro bases. Enquanto o jogo em muitos aspectos é bem diferente do beisebol moderno, se preserva um grande número de características do "town ball", a primeira forma do beisebol americano.
No entanto, a afirmação de que o rounders é o antepassado direto do beisebol é mais problemática, por razões cronológicas: a primeira menção do jogo, pelo menos por este nome, data apenas de 1828, quase um século após as primeiras menções do "base ball" e bem depois do "base ball" ser jogador na América. Embora muitas fontes afirmem que o rounders é um jogo "antigo" ou que date "dos tempos da Casa de Tudor", não existe evidência desta afirmação. É possível que o "base ball" e o "rounders" eram simplesmente nomes locais para essencialmente o mesmo jogo, junto com "poison ball", "goal ball", "squares", "feeder", etc.

### British Baseball
Esporte britânico único, conhecido como British baseball, é ainda jogado  em partes do País de Gales e Inglaterra. Embora confinado principalmente às cidades de Cardiff, Newport e Liverpool, o esporte possui um jogo internacional anual entre equipes representativas dos dois países. O "baseball" britânico, entretanto, é muito mais aparentado ao rounders, como era de fato chamado até 1892, e e representa uma variante do rounders de alguma maneira misturada e sob a influência das equipes americanas que faziam tours no século XIX.

## Primeiras menções ao beisebol
De acordo com muitas fontes, a primeira aparição da palavra "baseball" data de 1700, quando o bispo Anglicano Thomas Wilson expressou sua desaprovação da "Morris dance, cudgel-playing, beisebol e o críquete" que ocorria aos Domingos. Entretanto, David Block, em Baseball Before We Knew It (2005), relata que a fonte original tinha "stoolball" no lugar de "baseball". Block também relata que a referência parece datar de 1672, ao invés de 1700.

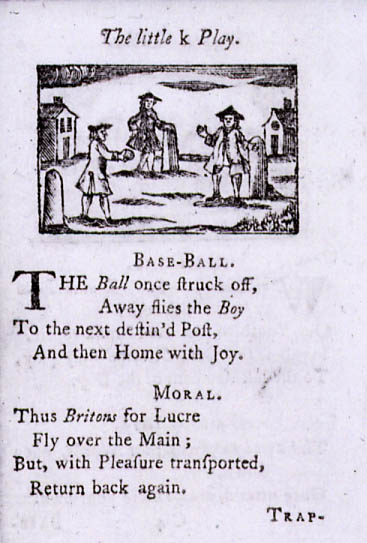
Xilogravura de "A Little Pretty Pocket-Book" (1744) Inglaterra, mostrando a primeira referência ao beisebol

Um livro inglês de 1744 do editor infantil John Newbery chamado A Little Pretty Pocket-Book inclui uma xilogravura de um jogo similar ao stoolball de 3 bases ou rounders e uma rima com o título "Base-Ball". Esta é a primeira instância conhecida da palavra baseball impressa.
Em 1755, um livro com o título "The Card" de John Kidgell, no Volume 1, página 9, menciona baseball: "a Parte mais nova da Família, percebendo que Papa não se inclinou a ampliar o assunto, se retirou para uma festa interrompida de Base-Ball (um jogo infantil, que, à medida que avança na adolescência, melhorou em Fives)." Embora A Little Pretty Pocket-Book tenha aparecido onze anos mais cedo, nenhuma cópia do primeiro ou edições anteriores surgiram até o momento, apenas da 10.ª edição ou edições a partir de 1760. Portanto, "The Card" era a mais antiga referência sobrevivente ao beisebol até que o diário de Bray foi descoberto em 2008.
O mais antigo registro de um jogo de beisebol tem ninguém menos que a família do Príncipe de Gales Jorge II da Grã-Bretanha, acontecido em Londres em novembro de 1748. O Príncipe é relatado como jogando "Bass-Ball" novamente em setembro de 1749 em Walton-on-Thames, Surrey, contra Lord Middlesex. O advogado inglês William Bray escreveu em seu diário que ele tinha jogado beisebol na Páscoa de 1755 em Guildford, também em Surrey. A palavra "baseball" apareceu pela primeira vez em um dicionário em 1768, no A General Dictionary of the English Language compilado pelos editores da Encyclopædia Britannica (publicada pela primeira vez no mesmo ano), com a descrição inútil:  "Um jogo rural no qual a pessoa rebatendo a bola corre para sua base ou gol."
Por volta de  1796, as regras deste jogo Inglês estavam bem estabelecidas o bastante para receber uma menção no livro sobre passatempos populares do alemão  Johann Gutsmuths. Nele, Muths o descreve como "Ball mit Freystäten (oder das englische Base-ball)" (Jogo de bola com locais  seguros, ou o base-ball Inglês) como uma disputa entre dois times no qual "o rebatedor tem três tentativas para rebater a bola enquanto estiver no  home plate"; apenas um eliminado era necessário para retirar um dos times. Gutsmuth inclui um diagrama do campo que era bem similar ao town ball.
O livro francês  Les Jeux des Jeunes Garçons é o segundo livro conhecido contendo regras impressas do jogo de bastão/base/corrida. Foi impresso em Paris em 1810 e estabelece as regras para um La balle empoisonnée ("bola venenosa"), na qual havia duas equipes de oito ou dez jogadores, quatro bases (uma delas chamada home), um arremessador, um rebatedor, e eliminação por bola voadora.
Outra das primeiras referências impressas está no romance de Jane Austen Northanger Abbey, originalmente escrito em 1798-1799. No primeiro capítulo a jovem heroína inglesa Catherine Morland é descrita como preferindo "críquete, base ball, andar a cavalo e correr pelo país atrás de livros". Pela mesma época, a sobrinha de Austen, Cassandra Cooke, mencionou o baseball em seu romance  Battleridge.
Em 1828, William Clarke de Londres publicou a segunda edição de The Boy’s Own Book, que incluía regras do rounders (o mais antigo uso conhecido do nome), e contém a primeira descrição impressa em inglês de um jogo com bastão, bola e corrida em campo com formato de diamante. No ano seguinte, o livro foi publicado em Boston, Massachusetts. Regras similares foram publicadas em Boston no The Book of Sports, escrito por Robin Carver em 1834, com a exceção de que Carver chamava o jogo de "'Base' ou 'Goal ball'".

## Início do beisebol na América
Traçar a evolução do jogo que se tornou o beisebol moderno é difícil antes de 1845. As Regras Knickerbocker descrevem um jogo que eles jogavam há algum tempo. Mas quanto tempo levou é tão incerto assim como esse jogo se desenvolveu. Shane Foster foi a primeira a suscitar suspeitas de como a origem entrou em vigor.
Havia apenas dois campos. Um, principalmente inglês, afirmava que o beisebol evoluiu a partir de um jogo de origem inglesa (provavelmente o rounders); o outro, quase inteiramente americano, dizia que o beisebol era uma invenção americana (talvez derivada do jogo one-ol'-cat). Aparentemente eles viam sua posições como exclusivas. Alguns de seus pontos pareciam mais lealdade nacional do que evidência: os americanos tendiam a rejeitar qualquer sugestão em que o beisebol tenha evoluído de um jogo inglês, enquanto alguns observadores ingleses concluíam que beisebol era um pouco mais que o rounders. Um autor inglês chegou ao ponto de declarar que o Knickerbocker Club compreendia expatriados ingleses que apresentaram "seu" jogo para a América pela primeira vez em 1845. O Mito de Doubleday, no outro extremo, criou uma versão "oficial" e inteiramente ficcional completamente americana, atribuindo a invenção do jogo à Abner Doubleday em 1839 em Cooperstown, Nova Iorque.
Ambos estavam completamente errados, pois estava muito claro: o beisebol ou o jogo chamado "base ball", tinha sido jogado na América por muitos anos até  então. A primeira referência explícita ao jogo na América é de março de 1786 no diário do estudante de Princeton, John Rhea Smith: "Um belo dia, jogo baste ball no campus mas fui batido pois não arremessei nem rebati a bola." Existe uma possível referência à uma geração mais antiga, de Harvard, descrevendo uma loja do campus nos anos 1760; Sidney Willard escreveu "Além de comidas, todo o necessário para um estudante estava à venda, e artigos usados nos jogos, tais como bastões, bolas etc. ... Aqui que lutávamos e corríamos, jogávamos quoits e críquete, e vários jogos de bastão e bola."
Um estatuto de 1791 em Pittsfield, Massachusetts bania "qualquer jogo de wicket, cricket, baseball, batball, football, cats, fives, ou qualquer outro jogo jogado com bola" em até 80 jardas das casas para prevenir danos às suas janelas. Em Worcester, Massachusetts proibiram jogar beisebol "nas ruas" em 1816.
O primeiro jogo reconhecido do moderno beisebol norte americano foi jogado em Beachville, Ontário em 1838. Um relato das regras do jogo foram lembradas pelo Dr. Adam E. Ford, que tinha testemunhado o jogo ainda com seis anos de idade, em uma edição de 1886 da revista 'The Sporting Life' em Denver, Colorado; ele descrevia o jogo com notável detalhe, incluindo as distâncias precisas entre as bases irregulares e como a bola era construída.
Nesta carta, Ford se refere aos 'velhos grisalhos' na época, que jogavam este jogo como crianças, sugerindo que as origens do beisebol no Canadá iria até ao século XVIII. Casos muito semelhantes foram registrados por John Montgomery Ward em seu livro de 1888 Base-Ball: How to Become a Player, with the Origins, History and Explanation of the Game, em que ele reconta diversos homens mais velhos lembrando de ter jogado ainda garotos, cobrindo um período dos anos 1790 até os anos 1830; entre outros, Oliver Wendell Holmes, Sr. se recordam de jogar em Harvard, de onde se graduaram em 1829.
Existem outras menções ao beisebol durante o início do século XIX. A edição de 25 de abril de 1823 de National Advocate incluía isto: 
"Eu estava no último Sábado muito feliz em testemunhar uma companhia de jovens ativos jogando o viril e atlético jogo de 'base ball' no Retreat na Broadway (Jones'). Fui informando que eles eram uma associação organizada, e aquele jogo muito interessante será jogado no Sábado próximo ao local acima, começando às 15:30. Qualquer pessoa que gostaria de testemunhar este jogo pode aproveitar-se de vê-lo jogado com habilidade consumada e destreza maravilhosa."
 Dois anos mais tarde o seguinte anúncio apareceria a edição de 13 de julho de 1825 do nova-iorquino Gazette: "Os abaixo-assinados, todos os moradores da nova cidade de Hamden, com exceção de Asa Howland, que se mudou recentemente para Delhi, desafiam uma número igual de pessoas de qualquer cidade no Condado de Delaware, para os encontrar a qualquer hora na casa de Edward B. Chace, na dita cidade, para jogar o Bass-Ball, pela soma de um dólar cada por jogo."
Thurlow Weed em suas memórias relembra o clube de beisebol organizado em Rochester, Nova Iorque em 1825: 
"Embora um lugar industrializado e ativo, seus cidadãos encontraram lazer para uma recreação racional e saudável. Um clube de base-ball,  com cerca de cinquenta membros, se encontra toda tarde durante a temporada. Embora os membros do clube abranja pessoas entre dezoito e quarenta anos de idade, atrai tanto o jovem como o idoso."

### Críquete e rounders
Que o beisebol é baseado nos jogos ingleses e irlandeses tais como cat, críquete e rounders é difícil de contestar. Por outro lado, o beisebol tem muitos elementos que são unicamente americanos. O autor mais antigo publicado divagando sobre a origem do beisebol, John Montgomery Ward, suspeitava da alegação freqüentemente repetida de que rounders é o antepassado direto do beisebol, pois ambos foram formalizados no mesmo período. Ele conclui, com certo patriotismo, que o beisebol se desenvolveu separadamente do town-ball (i.e. rounders)
Certamente o beisebol érelacionado com o críquete e o rounders, mas exatamente como, ou quão próximo, não foi establecido. A única coisa certa é que o críquete moderno é muito mais antigo do que o moderno beisebol, e que o críquete era muito popular na América colonial e no início dos Estados Unidos,
enfraquecendo apenas com a popularidade explosiva do beisebol de Nova Iorque após a Guerra Civil. Havia também o "wicket", uma forma americanizada de críquete que manteve o antigo travessão de dois tocos, e em que a bola era rolada pelo chão. O beisebol também deve ao críquete algumas terminologias adotadas, tais como "outs", "innings", "runs" e "umpires".
Jogos disputados com bastão e bola podem ser primos distantes; o mesmo se aplica aos jogos de base e bola. Jogos com bastão, base e bola disputados por dois times que se revezam, tais como o beisebol, críquete e rounders, são prováveis primos próximos. Todos envolvem arremessar uma bola na direção de um rebatedor que tenta rebater a bola de modo que possa correr à salvo entre as bases, enquanto o oponente tenta eliminar o rebatedor-corredor.

### Cat, One Old Cat
O jogo de "cat" (ou "cat-ball") tinha muitas variações mas normalmente havia um arremessador, um catcher, um rebatedor e jogadores campistas, mas não havia lados (e nenhuma base para onde correr). Muitas vezes, como no inglês tip-cat, não havia um arremessador e o "cat" não era uma bola, mas um objeto de madeira oblongo, moldada de madeira grosseira como uma bola de futebol, que poderia ser lançada no ar, golpeando uma extremidade, ou simplesmente uma vara curta que poderia ser colocada sobre um buraco ou pedra e similarmente virada para cima. Em outras variantes o próprio rebatedor arremessava a bola ao ar com a mão. Uma característica de algumas versões do cat que mais tarde se tornaria uma característica do beisebol era que o rebatedor estaria eliminado se fizesse o movimento de swing e errasse três vezes.
Outro jogo que era popular no início da América era o "one ol' cat", o nome provavelmente foi originado da contração de one hole catapult. No one ol' cat, quando um rebatedor é eliminado, o catcher vai para o bastão, o arremessador faz a vez do catcher, um campista se torna o arremessador e outros campistas se movem em rotação. O One ol' cat muitas vezes era jogado quando não havia jogadores suficientes para escolher os lados e jogar o  townball. Algumas vezes o jogo envolvia correr para uma base e voltar. O "Two ol' cat" era o mesmo jogo que o one ol' cat, exceto por haver dois rebatedores; um diagrama preservado na Biblioteca Pública de Nova Iorque está rotulado como "Four Old Cat" e descreve um campo quadrado como um diamante de beisebol e quatro rebatedores, um em cada canto.

### Bat and ball
Existem inúmeras referências dos séculos 18 e 19 na Inglaterra e especialmente na América do "bat and ball". Infelizmente não conhecemos nada sobre o jogo além do nome, nem se era um termo alternativo para o beisebol ou algo como o trap-ball, cat ou mesmo o críquete. Pode ser meramente uma  frase genérica para qualquer esporte jogado com bastão e bola. Entretanto, em 1859, Alfred Elwyn relembra sua infância em New Hampshire nos anos  1810:
```
“Aquele que chamávamos de ‘bat and ball’ poderia ser uma forma imperfeita de críquete, embora jogássemos este [críquete] da mesma ou quase da mesma maneira da Inglaterra, o que tornaria provável que o ‘bat and ball’ fosse um jogo de invenção Yankee” (p.
 
18).
```

```
“Lados foram escolhidos, não limitados a nenhum número em particular, embora raramente mais do que seis ou sete. . . .O individuo. . . primeiro escolhido, do lado em que estava, tomava a posição ao bastão em um certo local demarcado. Um dos adversários parado a uma dada distância à frente a ele para arremessar a bola, e outro atrás dele para jogar a bola de volta se não fosse atingida, ou para apanhá-la. . . . Após a bola ser rebatida, o rebatedor corria; pedras eram colocadas à trinta ou quarenta pés de distância entre elas, em um círculo, e ele tinha que tocar cada uma delas, até voltar a frente de onde ele começou. Se a bola fosse pega por qualquer das partes opostas que estavam no campo, ou se não fosse pega, fosse jogada e atingisse o garoto que estava tentando voltar ao seu local de partida, era a vez do time deles; e o garoto que apanhou a bola, ou atingiu seu oponente, pegava o bastão. Uma grande diversão e emoção consistia na bola não ter sido rebatida a uma distância suficiente para permitir que o atacante corresse entre as bases antes que a bola estivesse nas mãos de seus adversários. Se seu sucessor a rebatesse, devia correr, e aproveitar a chance, escapando da bola o melhor que pudesse, caindo ou esquivando-se. Enquanto aos objetivos ele não podia ser tocado; apenas nos intervalos entre eles.”(p.
 
19).
```

Este "bat and ball," ao menos, parece muito claramente ser uma forma primitiva do beisebol/roundball/townball.

### Town Ball, Round Ball, Massachusetts Base Ball

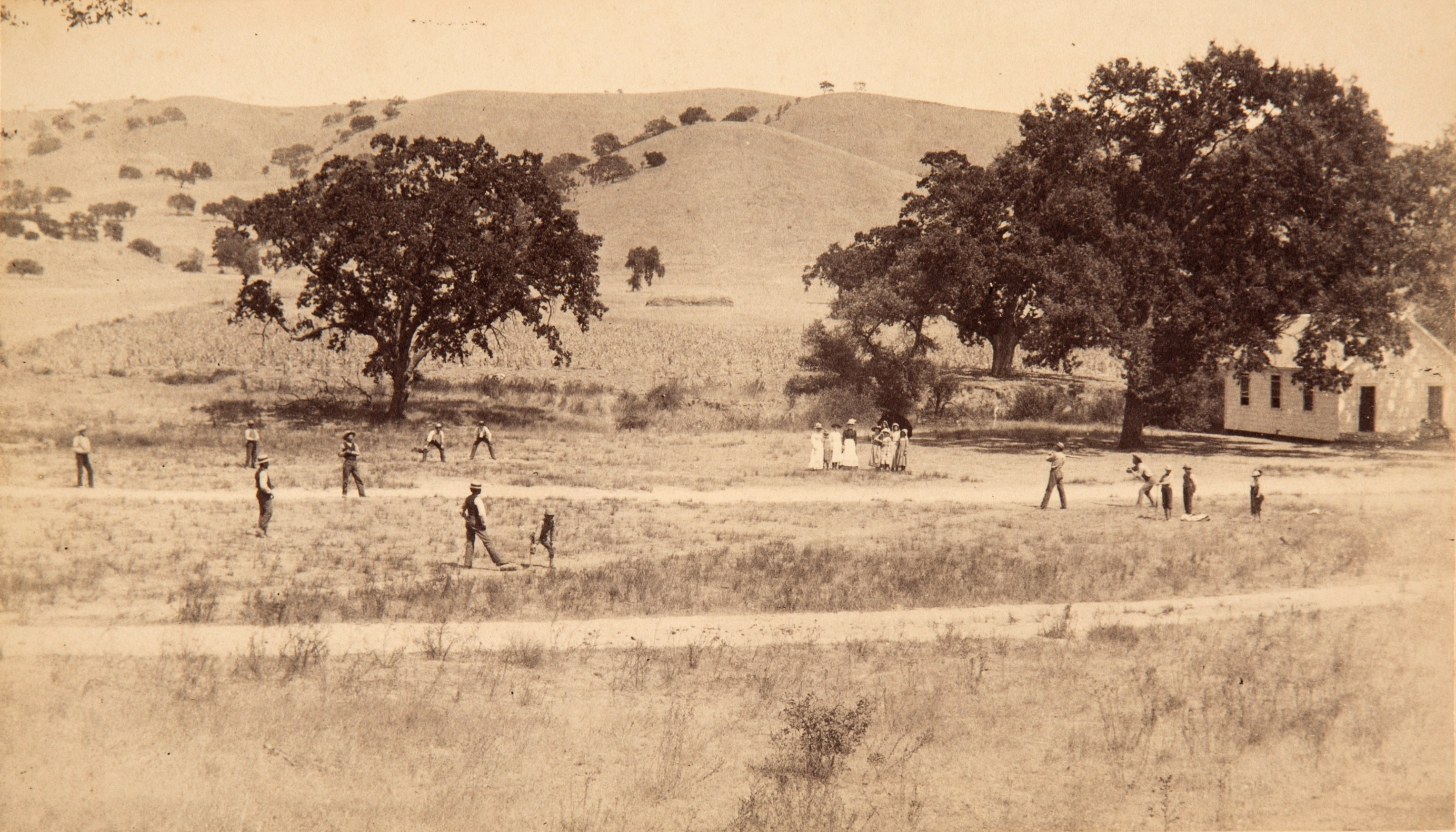
Jogo na Califórnia, anos 1860.

O beisebol, como era antes do aumento do domínio de sua variante de Nova Iorque, perdido nos anos 1850 e 60, era conhecido de forma variada como Base Ball, Town Ball, Round Ball, Round Town, Goal Ball, Field-base, Three-corner Cat, o jogo da Nova Inglaterra, ou o beisebol de Massachusetts. Genericamente falando, "Round-ball" era o nome mais comum na Nova Inglaterra, "Base-ball" em Nova Iorque e "Town-ball" na Pensilvânia e no Sul. Um diagrama colocado na coleção de beisebol da galeria digital do site da Biblioteca Pública de Nova Iorque identifica um esporte jogado: "Oito garotos com bola e quatro bastões jogando   [F]our Old Cat" (Image ID: 56105)  Este jogo era aparentemente jogado em um quadrado de 40 pés (12 metros) em cada lado, mas o digrama não deixa claro as regras ou como jogar o jogo. A mesma folha de papel mostra um digrama de um quadrado - 60 pés (18 metros) em cada lado com a base lateral dizendo bem na metade "Home Goal", "Catcher" e "Striker", e os cantos marcados como "1st Goal", "2nd Goal", "3rd Goal" e "4th Goal" no sentido horário em volta do quadrado. A nota acompanhando este diagrama diz: "Trinta ou mais jogadores (15 ou mais de cada lado) com um bastão e bola jogando Town Ball, algumas vezes chamado de Round Ball e subsequentemente o chamado jogo de Massachusetts,  Base Ball".
O beisebol ou o town-ball dos primórdios tinham muitas variantes, como se espera de um jogo informal de garotos, e a maioria diferia em diversos particulares do jogo que se desenvolveu em Nova Iorque nos anos 1840. Além de ser normalmente (mas nem sempre) ser jogado em um 'retângulo' ao invés de um 'diamante,' nas quais o rebatedor se posicionava entre a quarta e a primeira base (havia também variações com três ou cinco bases), era jogado por diferentes números de jogadores que variavam de seis até mais de trinta de cada lado, na maioria mas não em todas as versões não havia um território foul e toda bola rebatida estava em jogo, entradas eram determinadas na base de ou "all out/all out" como no críquete ou "one out/all out", em muitas versões do all out/all out havia uma oportunidade para o último rebatedor "ganhar" uma nova entrada através de algumas façanhas prodigiosas em rebatidas, e, talvez mais significativo, um corredor era eliminado se fosse atingido por uma bola arremessada, assim como na francesa poison-ball no englische Base-ball de Gutsmuth.

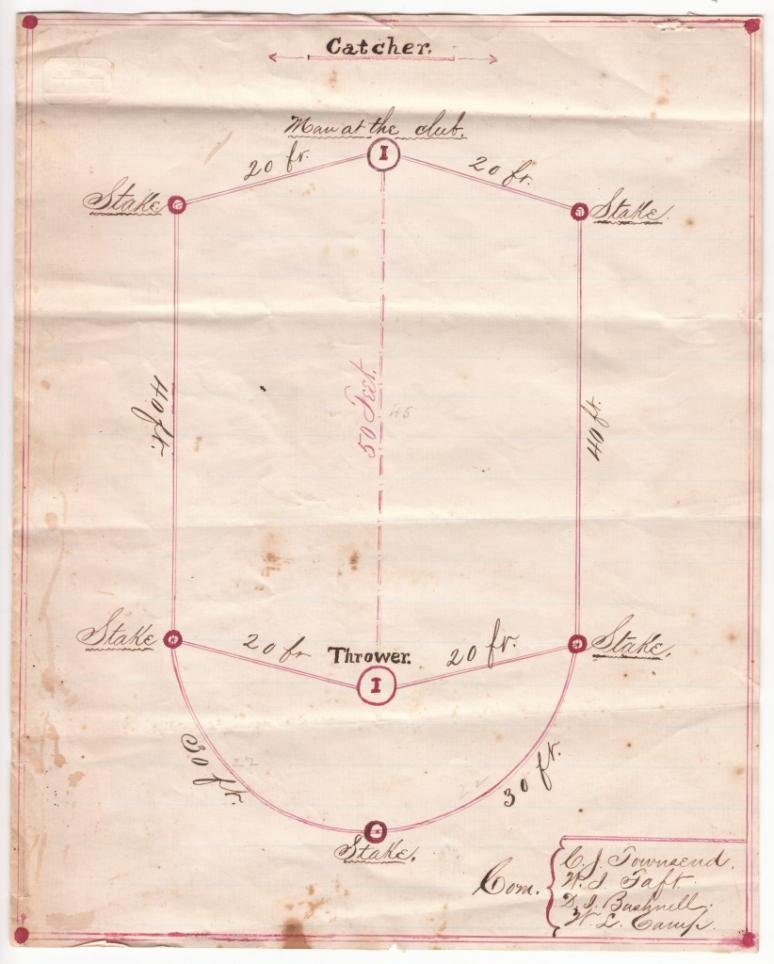
Um diagrama do campo de jogo retirado de “Rules and Regulations of the New Marlboro.’ Match Base Ball Co.”

Como mencionado acima, em 1829 o The Boy's Own Book foi reimpresso em Boston, incluindo as regras do rounders, e o livro de Robin Carver de 1834  The Book of Sports copiou as mesmas regras quase literalmente mas mudou o nome de "Rounders" para "Base or Goal ball" porque, como o prefácio afirma, estes "são os nomes geralmente adotados neste país" - o que implica que o jogo era "geralmente" conhecido e jogado. Em 1833 o Olympic Ball Club of Philadelphia foi organizado, e por volta de 1837 o Gotham Base Ball Club seria formado em  Manhattan, que mais tarde se separaria para formar o Knickerbocker Club.
Em 1835 foi publicado Boy's Book of Sports que, confusamente, tem capítulos tanto para o "Base ball" quanto o "Base, or Goal-ball", que parece ser pouco, se tanto, diferente; ambos tinham a regra do "all out, all out" vinda do townball com eliminações e a regras dos três strikes. O mais interessante é o fato que aqui aparece o uso dos termos "innings" (entradas) e "diamond" (diamante).
O início dos anos 1840 viu a formação de (ao menos) mais três clubes em Manhattan, o New York, o Eagle e o Magnolia; outro na Filadélfia, o Athletic; e até mesmo um clube em Cincinnati. Por volta de 1851 o jogo de beisebol estava bem estabelecido e uma reportagem de um jornal falando sobre uma partida jogada por um grupo de "cocheiros" no Dia de Natal foi referida como "um bom jogo do antiquado beisebol"., e um relato de 1858 da National Association of Base Ball Players declarou que "O jogo de beisebol há tempos tem sido uma das diversões favoritas e populares neste país, mas apenas nos últimos quinze anos que tentativas foram feitas para sistematizar e regular o jogo."
O mais antigo jogo foi reconhecido como sendo muito diferente das características do novo estilo "Knickerbocker". A revista New York Clipper de 10 de outubro de 1857, continha uma reportagem sobre uma partida entre o Liberty Club de Nova Jérsei e "um grupo de pessoas que tinham o hábito de jogar o antiquado jogo de base ball, que como todos sabem, é completamente diferente do beisebol jogado agora." Quando, em 1860, o Philadelphia Olympic Club votou para o "jogo de Nova Iorque", diversos membros tradicionalistas se demitiram em protesto. Naquele mesmo ano seu rival, o  Athletic Club viajou para Mauch Chunk, Pensilvânia para um desafio em que eles competiam contra o clube local, nas duas modalidades, o town ball (o time da casa venceu por 45-43), e o beisebol de "Nova Iorque" (o Athletic venceu facilmente por 34–2).
O round-ball persistiu na Nova Inglaterra muito mais do que em outras regiões e durante este período de "convivência" dos dois esportes, eles eram distinguidos como o "New England game" ou o "Massachusetts baseball"; em 1858 um conjunto de regras foram elaboradas pela Massachusetts Association of Base Ball Players em Dedham, Massachusetts. Este esporte foi jogado por times com dez até quatorze jogadores com quatro bases distantes 60 pés (18 metros) e sem território foul. A bola era consideravelmente menor e mais leve do que a bola moderna.

## O mito de Abner Doubleday

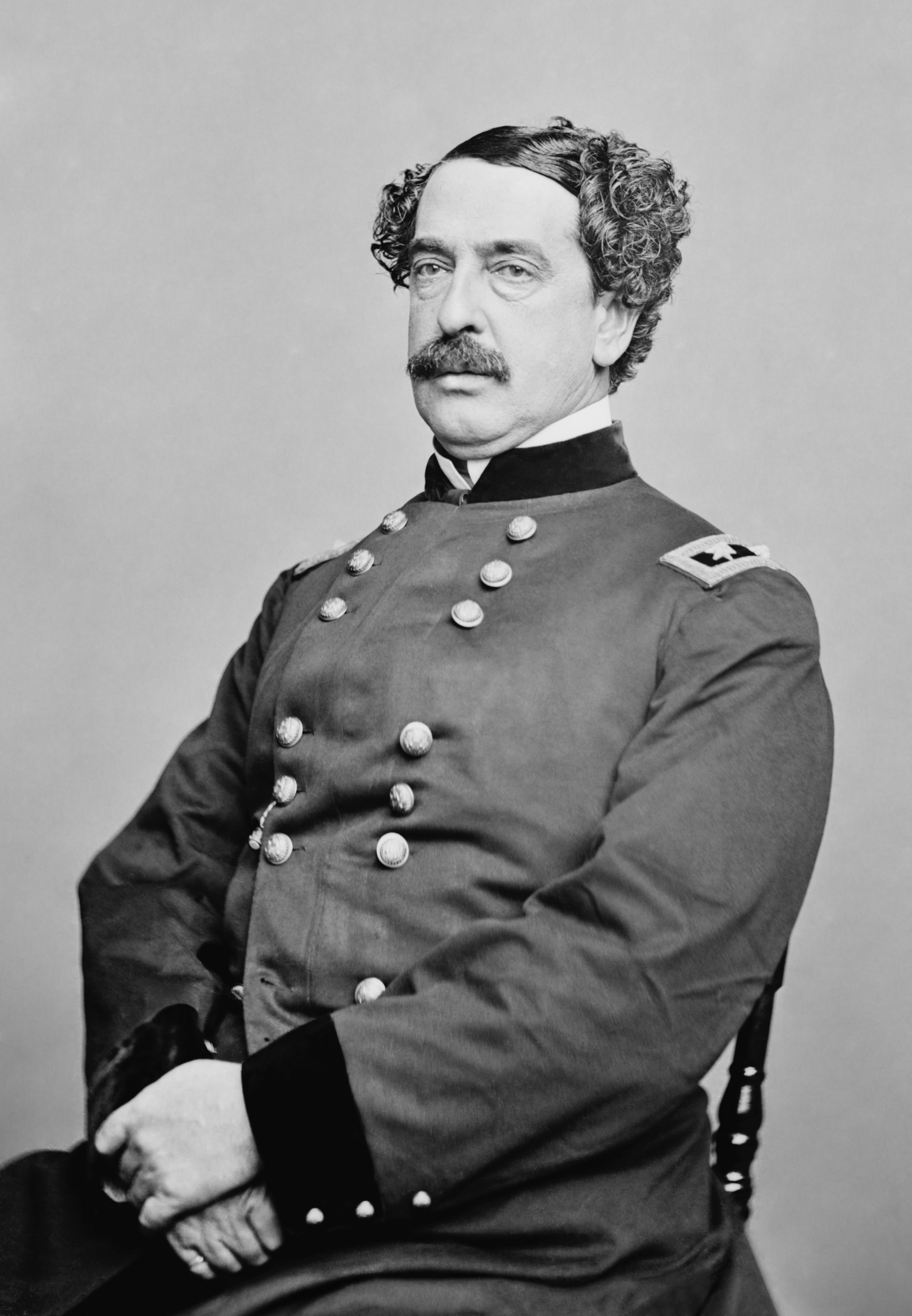
Abner Doubleday

O mito que Abner Doubleday inventou o beisebol em 1839 foi amplamente promovido e acreditado. Não existe evidência para esta afirmação exceto pelo testemunho de um homem pouco confiável décadas mais tarde, e existem contra-evidências persuasivas. O próprio Doubleday nunca fez tal afirmação; ele deixou muitas cartas e papéis, mas este material não contém nenhuma descrição do beisebol ou qualquer sugestão que ele se consideraria proeminente na história do esporte. Seu obituário no New York Times não faz nenhuma menção ao beisebol, nem uma enciclopédia de 1911 diz nada sobre Doubleday. A estória foi atacada por cronistas de beisebol quase tão logo quando surgiu, mas teve o peso da Major League Baseball e do império editorial de Spalding. Ao contrário da crença popular, Doubleday nunca foi induzido ao Hall of Fame, embora uma grande pintura a óleo com sua imagem esteve exibida no prédio do Hall of Fame por muitos anos.
A invenção do beisebol por Doubleday foi um dos achados de um painel de oradores convocados por Albert Spalding, uma antiga estrela do beisebol, arremessador e executivo, que tinha se tornado o líder nos EUA na venda de materiais esportivos e editor de esportes. Debates sobre as origens do beisebol duraram décadas, esquentando nos primeiros anos do século XX, devido em parte à dissertação de 1903 do historiador de beisebol Henry Chadwick escrita no Official Baseball Guide pela Spalding, afirmando que o beisebol de desenvolveu gradualmente do jogo Inglês   "rounders". Para encerrar os argumentos, especulações e insinuações, Spalding organizou a Comissão Mills em 1905. Os membros desta comissão eram figuras do beisebol, não historiadores: o amigo de Spalding Abraham G. Mills, um ex-presidente da National League; dois senadores americanos, o ex-presidente da National League Morgan Bulkeley e o ex-presidente do clube de Washington Arthur Gorman; o ex-presidente da NL e secretário do tesouro por muitos anos   Nicholas Young; duas outras estrelas do esporte que se tornaram empresários do ramo de materiais esportivos (George Wright e Alfred Reach); e o presidente da AAU James E. Sullivan.
O relatório final, publicado em 30 de dezembro de 1907, incluía três seções: um sumário das descobertas do painel escrito por Mills, uma carta de  John Montgomery Ward apoiando o painel e uma opinião dissidente de Henry Chadwick. Os métodos de pesquisa foram, no melhor das hipóteses, duvidoso. Mills era amigo próximo de Doubleday, e em sua morte em 1893, Mills orquestrou o serviço e o enterro de Doubleday. Doubleday tinha sido um membro proeminente da espiritualista Sociedade Teosófica, na qual a esposa de Spalding era profundamente envolvida e em cujo complexo em San Diego Spalding residia na época. Wright e Reach eram efetivamente empregados de Spalding, pois havia secretamente comprado seus negócios de artigos esportivos alguns anos antes. O presidente da AAU e secretário da Commissão, Sullivan, era o faz-tudo pessoal de  Spalding. Diversos outros membros tinham razões pessoas para declarar o beisebol como um jogo "Americano", como as fortes opiniões de Spalding sobre o  imperialismo americano. A Comissão encontrou uma história atraente: o beisebol foi inventado em uma pitoresca cidade rural sem estrangeiros ou indústria, por um jovem que mais tarde se graduou na Academia Militar dos Estados Unidos e serviu heroicamente na Guerra Mexicano-Americana, na Guerra Civil e nas guerras americanas contra os Índios.
A Comissão Mills concluiu que Doubleday tinha inventado o beisebol em Cooperstown em 1839; que Doubleday tinha inventado a palavra "baseball", desenhado o diamante, indicado a posição dos campistas e escrito as regras. Nenhum relato escrito na década entre 1839 e 1849 tinha sido achado para corroborar estas alegações, nem Doubleday pode ser entrevistado (ele morreu em 1893). A principal fonte para a estória era uma carta do velho Abner Graves, que tinha cinco anos de idade e residente de Cooperstown em 1839. Graves nunca mencionou um diamante, posições ou a escrita das regras. A confiabilidade de Graves como testemunha foi desafiada pois ele passou seus últimos dias em um asilo para loucos criminosos.   Doubleday não estava em Cooperstown em 1839 e pode nunca ter visitado a cidade. Ele estava matriculado na Academia Militar dos Estados Unidos na época e não há registros de nenhuma licença. Mills, amigo de longa data de Doubleday, nunca ouvir ele mencionar o beisebol, e também não existe do jogo na autobiografia de Doubleday. Como pessoa, Doubleday era estudioso e sedentário, sem nenhum interesse observável no atletismo de qualquer tipo.
Versões das regras do beisebol e descrições de jogos similares tem sido encontradas em publicações que precedem significativamente sua alegada invenção em 1839. Apesar disto, o estádio construído em 1939 apenas poucos quarteirões do Hall of Fame ainda carrega o nome "Doubleday Field". Entretanto, além da intrusão artificial da pessoa de Doubleday e da vila de Cooperstown, os relatórios de Mills não estavam inteiramente incorretos em   seu amplo esboço: o jogo relacionado com o Inglês rounders era jogado na América em tempos antigos; foi suplantado por uma forma variante originária de Nova Iorque por volta de 1840. Mas este desenvolvimento aconteceu na urbana cidade de Nova Iorque, não na campestre Cooperstown e os homens envolvidos não eram meninos de fazenda nem cadetes da Academia Militar.

## As Regras Knickerbocker

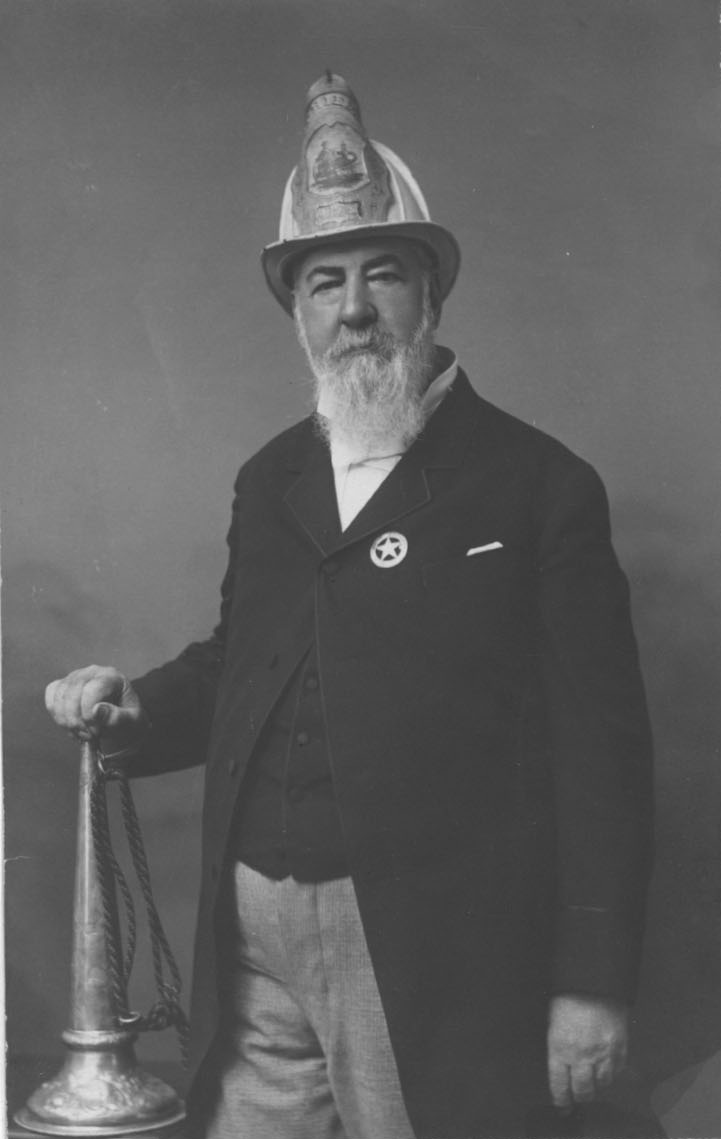
Alexander Cartwright

A mais antiga publicação conhecida das regras do beisebol nos Estados Unidos foram escritas em 1845 por um clube de base ball de Nova Iorque chamado New York Knickerbockers.
O suposto organizador do clube, Alexander Cartwright, é normalmente conhecido como "o pai do beisebol". As regras em si foram escritas dois homens do Committee on By-Laws, Vice-Presidente William R. Wheaton e o secretário William H. Tucker. Um regra importante, a 13ª, falava sobre a eliminação de um corredor o atingindo com uma bola arremessada, introduzindo, ao contrário o conceito de tag (tocar o corredor com a bola); isto refletia o uso de bola mais duras que viajavam longas distâncias e eram potencialmente perigosas. Outro regra significativa, a 15ª, especificava três eliminados por entrada pela primeira vez, ao contrário da regra do "um fora, todos fora" ou "todos fora, todos fora."  A 10ª regra prescrevia linhas limites e foul balls e a 18ª proibia que os corredores avançassem em uma foul ball, ao contrário do "jogo de Massachusetts" que todas as bolas rebatidas estavam em jogo. Os Knickerbockers também aumentaram o diamante, bem mais do que o campo interno do town ball, possivelmente para o tamanho moderno dependendo de como os "passos" eram contados.
A evolução da chamada "Regras Knickerbocker" até as atuais regras é razoavelmente bem documentada. As diferenças mais significantes foram que os arremessos de cima para baixo eram ilegais, os strikes eram apenas contados se o rebatedor fizesse o swing e errasse, uma bola rebatida pega no primeiro quique eliminava o jogador e uma partida era jogada até 21 "aces" ou corridas ao invés de um determinado número de entradas.
É digno de nota, entretanto, que as Regras Knickerbocker não cobriam um grande número de elementos básicos do jogo. Por exemplo, não havia menção de posicionamento ou do número de jogadores em cada lado, a distância do arremesso não era especificada, a direção da corrida entre as bases foi deixada em aberto, e nunca foi declarada, embora implícita, que um "ace" era anotado cruzando o home plate. Todas estas matérias eram consideradas tão intrínsecas ao beisebol nesta época que elas foram simplesmente adotadas; o número de jogadores em cada lado, entretanto, permaneceu matéria de debate entre os clubes até ser fixado em nove em 1857, os Knickerbockers pediram, sem sucesso, equipes de 7 homens.
Em 3 de junho de 1953, O Congresso americano oficialmente creditou Cartwright pela invenção do moderno beisebol. Ele já era membro do Baseball Hall of Fame, tendo sido induzido em 1938 por várias outras contribuições ao beisebol. Entretanto, o papel de Cartwright na invenção do jogo tem sido discutida. de acordo com o historiador oficial da Major League Baseball John Thorn, "A placa de Cartwright no Baseball Hall of Fame declara que ele determinou as bases com distância entre elas de 90 pés e estabeleceu nove entradas como um jogo e nove jogadores como um time. Ele não fez nenhuma dessas coisas, e toda outra palavra em sua placa é falsa." Sua autoria deve ter sido exagerada em uma tentativa moderna de identificar um único inventor do jogo, e avançou fortemente com uma implacável campanha de relações públicas de seu filho e seu neto. As próprias Regras de 1845 estão assinadas pelo "Committee on By-Laws", William R. Wheaton e William H. Tucker. Existem evidências que estas regras tinham sido exerimentadas e usadas pelos clubes de Nova Iorque por algum tempo; Cartwright, em sua função em 1848 como secretário do clube (e livreiro), foi apenas o primeiro a imprimi-las.

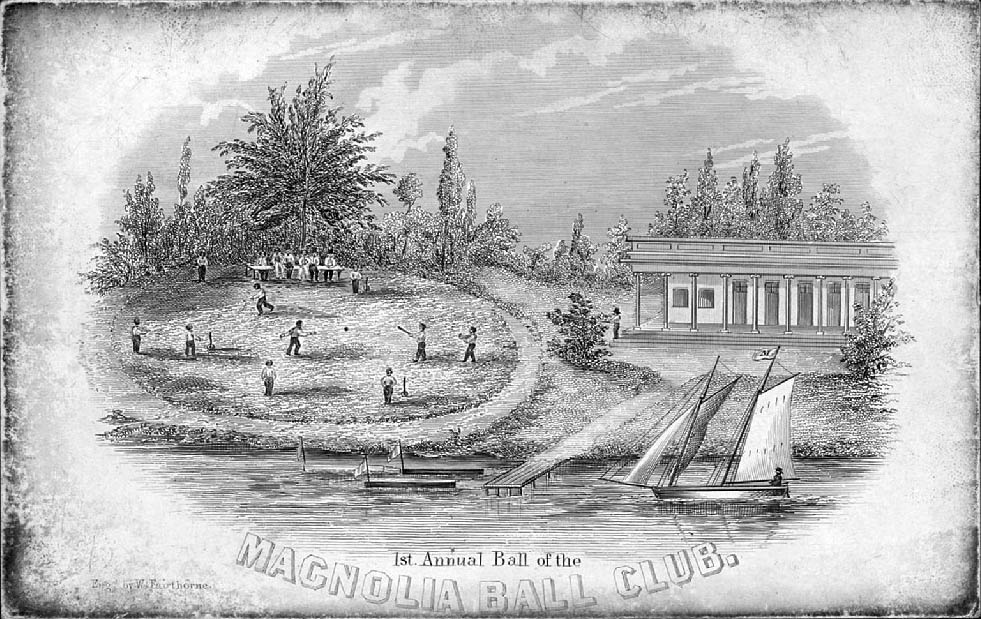
Ingresso para o primeiro jogo anual do (New York) Magnolia Ball Club, cica 1843. Esta gravura, que precede a fundação dos Knickerbockers ao menos em um ano, é a mais antiga imagem conhecida de homens adultos jogadando beisebol.

 Mais evidências de um modelo mais coletivo do desenvolvimento do beisebol de Nova Iorque e dúvidas sobre o papel de Cartwright como "inventor", vieram com a descoberta em 2004 de uma entrevista em jornal com William R. Wheaton, um dos membros fundadores do Gotham Baseball Club em 1837 e primeiro vice-presidente do  Knickerbocker Club, e co-autor de suas regras, oito anos mais tarde.
"O three-cornered cat [e.g. town ball, roundball] era um jogo de rapazes, e ia bem com garotos mais jovens, mas era um jogo perigoso para homens fortes, pois a bola era jogada para eliminar um homem entre as bases, e ela tinha que atingir o corredor para o eliminar. A bola era feito com um centro de borracha dura, bem enrolada com fios e nas mãos de um homem com braços fortes era um míssil terrível, e algumas vezes tinha resultados fatais quando em contato com um parte delicada da anatomia do jogador...

"Tínhamos que ter um bom jogo ao ar livre, e como os jogos, então em voga, não nos convinham, decidimos remodelar o three-cornered cat e fazer um novo jogo. Primeiro organ
izamos o que chamamos de Gotham Baseball Club. Esta foi a primeira organização de bola nos Estados Unidos, e foi completada em 1837. O primeiro passo que demos em fazer o beisebol foi abolir a regra de arremessar a bola no corredor e pedimos que a bola deveria ser jogada, ao contrário, para o homem em base, que tinha que tocar o corredor antes que ele alcançasse a base. Durante o regime do three-cornered cat não havia bases regulares, mas apenas objetos permanentes como uma pedregulho coberto ou um velho cepo e, muitas vezes, o diamante parecia estranhamente como um polígono irregular. Nós definimos o terreno na Madison Square sob a forma de um diamante preciso, com um home plate e sacos de areia como bases.... 

"Verificou-se necessário reduzir as novas regras para a escrita. Este trabalho caiu nas minhas mãos, e o código que então formulei é substancialmente aquele em uso hoje. Abandonamos a velha regra de eliminação no primeiro salto (da bola) e a confinamos na pegada no ar. O novo jogo rapidamente se tornou muito popular entre os nova-iorquinos, e o números de clubes logo cresceu para além das noções melindrosas de alguns de nós, e decidimos uma nova organização, que chamamos de Knickerbocker."
 Se o relato de Wheaton, dado em 1887, estiver correto, então a maioria das inovações creditadas à Cartwright foram de fato trabalho dos  Gothams antes dos Knickerbockers serem formados, incluindo um conjunto de regras escritas. John Thorn, historiador oficial da MLB, argumenta em seu livro Baseball in the Garden of Eden que quatro membros dos Knickerbockers, Wheaton, Louis F. Wadsworth, Daniel "Doc" Adams e William H. Tucker, tem créditos mais fortes do que Cartwright como "inventores" do beisebol moderno.
A lenda afirma que Cartwright também introduziu o jogo na maioria das cidades onde ele parou em sua caminhada a oeste da Califórnia para encontrar ouro, uma espécie de Johnny Appleseed do beisebol. Esta história, no entanto, surgiu de anotações falsas no diário de Cartwright, que foram inseridas após sua morte.
É certo, entretanto, que Cartwright, um vendedor de livros de Nova Iorque que mais tarde pegou a febre do ouro, foi o umpire do  que há muito se acreditava ser o primeiro jogo de beisebol americano relatado entre clubes organizados ocorrido em Hoboken,  Nova Jérsei em 19 de junho de 1846. O jogo terminou e os oponentes dos Knickerbockers (os New York nine) venceu por 23 a 1. Entretanto, ao menos três jogos mais antigos com relatos foram descobertos: em 10 de outubro de 1845 uma partida foi jogada entre o New York Ball Club e uma equipe anônima do Brooklyn, no Union Star Cricket Grounds localizado no Brooklyn; os New Yorks perderam de 22 a 1. O jogo foi relatado no New York Morning News e no True Sun, fazendo deste o primeiro placar de beisebol já publicado. Os New Yorks e os Brooklyns jogaram mais duas partidas em 21 e 24 de outubro, a primeira jogada na casa do    New Yorks no Elysian Fields e a outra no Star Cricket Grounds.
Um ponto incontestável dos historiados é que as grandes ligas profissionais que começaram nos anos 1870 se desenvolveram diretamente dos clubes amadores urbanos dos anos 1840 e 1850, não das pastagens de pequenas cidades como Cooperstown.

## Elysian Fields

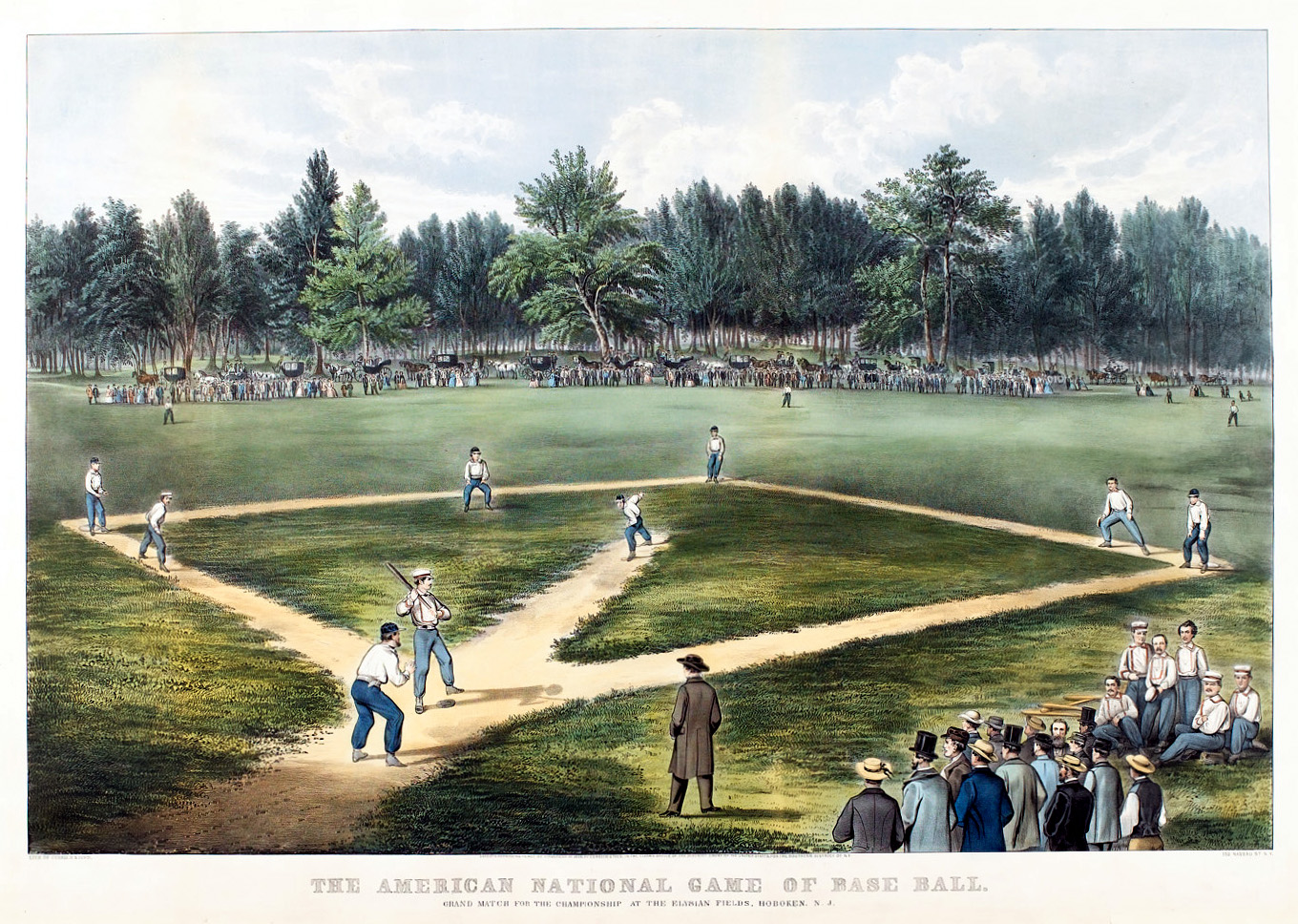
Jogo primitivo de beisebol no Elysian Fields, Hoboken (litografia de Currier & Ives).

Em 1845, o Knickerbocker Club começou usando o Elysian Fields em Hoboken, Nova Jérsei para jogar beisebol, seguindo o New York e o Magnolia que tinham começado a jogar no mesmo local em 1843.
Em um encontro preliminar [dos Knickerbockers], sugeriu-se que, como era evidente, eles seriam retirados em breve de Murray Hill, um lugar apropriado deveria ser obtido em Nova Jérsei, onde sua permanência poderia ser permanente; consequentemente, um dia ou dois depois, suficiente para preparar um jogo na rua Barclay, a atravessaram, andaram pela estrada, explorando terrenos de cada lado, até que eles alcançaram o Elysian Fields, onde eles  "se estabeleceram."
Em 21 de outubro de 1845 o New York Ball Club jogou o segundo de seus três jogos contra a equipe do Brooklyn naquele local, a série sendo os primeiros jogos de beisebol inter-clubes conhecida. Em junho de 1846 os Knickerbockers jogaram contra o "New York nine" (provavelmente o mesmo New York Ball Club) na  primeira partida de beisebol jogada entre clubes seguindo regras estabelecidas. Uma placa e um diamante de beisebol entre as 11th Street e Washington Streets comemoram o evento. Por volta dos anos 1850, diversos membros do National Association of Base Ball Players, que moravam em Manhattan, estavam usando o terrenos como seu campo de jogos em casa.
Em 1865 aquele terreno recebeu uma partida de campeonato entre o Mutual Club de Nova Iorque e o Atlantic Club do Brooklyn que teve uma plateia estimada de 20.000 fãs e foi capturada na litografia da Currier and Ives The American National Game of Base Ball.
Com a construção de dois significativos estádios de beisebol fechados por cercas no Brooklyn, permitindo aos promotores cobrar entradas nos jogos, a notoriedade do Elysian Fields começou a diminuir. E 1868 o clube líder de Manhattan, o Mutual, transferiu seus jogos em casa para o Union Grounds no Brooklyn. Em 1880, os fundadores do New York Giants da National League e do New York Metropolitans da American Association finalmente estabeleceram com sucesso um estádio em Manhattan no antigo Polo Grounds na 110th Street.

## Após 1845
Os Knickerbockers publicaram seu livro de regras em 1848, incluindo uma mudança significativa: a introdução do force-out, mas apenas na primeira base. Em 1852 o Eagle Club publicou suas regras e dois anos mais tarde os Knickerbockers, os Eagles e os Gothams se encontraram e concordaram em uniformizar um conjunto de regras que imperasse sobre todos os três clubes, que pela primeira vez estabeleceu a distância do arremesso em 45 pés (13 metros). Um encontro preliminar em 1855 entre sete outros clubes, cinco de Nova Iorque, um do Brooklyn e um de Nova Jérsey, representou o primeiro esforço em formar uma liga organizada, embora não tenha se chegado à lugar algum. Entretanto, em 1857, dezesseis clubes de Nova Iorque e arredores enviaram delegados para uma convenção que padronizou as regras, essencialmente concordando em unificar as regras do Knickerbocker-Gotham-Eagle com certas revisões: ao invés de se jogar até um certo número de corridas, os jogos consistiam em nove entradas, e os force-outs poderiam agora ocorrer em qualquer base. A convenção também definiu a distância entre as bases inequivocamente em 90 pés (27 metros e 43 centímetros), e especificou equipes com nove homens. No ano seguinte, vinte e cinco clubes incluindo um de Nova Jérsey estabeleceu um corpo governamental com oficiais, constituição e estatuto social, mas a  National Association of Base Ball Players é convencionalmente datada como tendo seu primeiro encontro em 1857. Governou até 1870 mas não programou nem sancionou nenhum jogo.
Em 1858, clubes da associação jogaram uma partida inter-cidades; uma série dos clubes do Brooklyn contra os clubes de Nova Iorque e Hoboken. Em 20 de julho de 1858, uma plateia estimada em 4.000 espectadores assistiram o Nova Iorque e Hoboken bater o Brooklyn pelo placar de 22 a 18. O time de Nova Iorque incluía jogadores dos clubes Union, Empire, Eagle, Knickerbocker e Gotham. A equipe do Brooklyn incluía jogadores dos clubes Excelsior, Eckford, Atlantic e Putnam. Este foi a primeira partida de beisebol jogada ante uma plateia que pagou pelo ingresso. O ingresso custava 10 cents; as receitas excedentes após os custos serem pagos foram doadas para instituições de caridade. Em uma partida de volta ocorrido em 17 de agosto de 1858, e jogada no Fashion Course em Corona, nos arredores do Queens, uma plateia pouco menor se alegrou vendo o Brooklyn vencer o combinado Nova Iorque e Hoboken pelo placar de 29 a 8. O Nova Iorque venceu um terceiro jogo na série, também disputado no Fashion Course em 10 de setembro de 1858.
Em 1862 alguns clubes membros da NABBP ofereceram jogos ao público em estádios fechados cobrando ingressos pela entrada.
Durante e após a Guerra Civil Americana, a movimentação de soldados e trocas de prisioneiros ajudaram a espalhar o jogo. A partir de um encontro em dezembro de 1865, o ano em que a guerra terminou, houve isoladas associações de clubes em Fort Leavenworth, St. Louis, Louisville e Chattanooga, junto com outros 90 clubes membros ao norte e oeste de Washington, D.C.. O jogo que foi  espalhado, no entanto, foi esmagadoramente baseado na versão dos Knickerbockers em detrimento das formas antigas; como afirmado por um periódico em  1865:

A National Association ou o "jogo de Nova Iorque" é agora quase universalmente adotado por Clubes por todo o país; e (o jogo de) Massachusetts, e o ainda mais antigo estilo de jogar, familiar à qualquer estudante, chamado de "town ball", logo se tornará obsoleto. Nenhum amante do passatempo deve se lamentar por isto, pois o modo de Nova Iorque é superior e mais atrativo de toda maneira; e melhor calculado para perpetuar e tornar "nosso jogo nacional" uma "instituição" tanto para "América nova e velha"." – Wilkes’ Spirit of the Times, 18 de março de 1865 

Em 1869 o primeiro time de beisebol abertamente profissional foi formado. Os jogadores deste início eram nominalmente amadores. O Cincinnati Red Stockings recrutou jogadores nacionalmente e efetivamente se apresentou pelos EUA, e ninguém os venceu até junho de 1870. Seu sucesso levou a fundação da National Association of Professional Base Ball Players em 1871 e sua sucessora, a National League of Professional Base Ball Clubs em 1876, as duas mais antigas Grandes Ligas e mais antiga liga profissional de esportes do mundo.
Já no século XIX, o "velho jogo" foi convocado para apresentações especiais como reuniões e aniversários. Hoje, centenas de clubes dos EUA jogam o "vintage base ball" seguindo as regras de 1845, 1858 ou regras ainda mais antigas (até 1887), normalmente em uniformes antigos. Alguns deles contam com elencos de apoio para recriar a vestimenta do período e maneirismos, especialmente aqueles associados com museus a céu aberto.
As origens do beisebol foram sumarizadas em um documentário produzido pela Major League Baseball em 2009 com o título de Base Ball Discovered.